# Dendrelaphis modestus
Espèce
Synonymes
- Dendrelaphis caudolineatus modestus 
Boulenger, 1894

Dendrelaphis modestus est une espèce de serpents de la famille des Colubridae.

## Répartition
Cette espèce est endémique des Moluques en Indonésie. Elle se rencontre à Halmahera, à Morotai, à Ternate et à Bacan.

## Publication originale
- Boulenger, 1894 : Catalogue of the Snakes in the British Museum (Natural History). Volume II., Containing the Conclusion of the Colubridæ Aglyphæ, p. 1-382 (texte intégral).